# لیزا ری مک‌کوی
لیزاری مک‌کوی (انگلیسی: LisaRaye McCoy؛ متولد ۲۳ سپتامبر ۱۹۶۷)، معروف به لیزاری، بازیگر و طراح مد آمریکایی است. مک‌کوی بیشتر به خاطر ایفای نقش دایانا در فیلم «الماس» آرمسترانگ در فیلم «باشگاه بازیکنان» در سال ۱۹۹۸، نیسی جیمز در سریال کمدی «همه ما» از سال ۲۰۰۳ تا ۲۰۰۷ کیشا گرین در سریال کمدی رمانتیک «خانم‌های مجرد» بازی کرد، شهرت دارد. او همچنین از سال ۲۰۰۶ تا ۲۰۰۸ با مایکل میسیک، اولین نخست‌وزیر جزایر ترکز و کایکوس ازدواج کرد. در آن زمان او به عنوان بانوی اول ترکز و کایکوس بود.

## اوایل زندگی
مک کوی در شیکاگو، ایلینوی متولد شد. مک کوی دختر دیوید ری مک کوی، تاجر شیکاگو، و کیتی مک کوی، یک مدل حرفه‌ای سابق است.

## زندگی شخصی
مک کوی یک دختر به نام کای مورائه پیس (متولد ۵ دسامبر ۱۹۸۹) از کنجی پیس دارد. در سال ۱۹۹۲ مک کوی با تونی مارتین ازدواج کرد. آنها در سال ۱۹۹۴ طلاق گرفتند. در آوریل ۲۰۰۶، مک کوی با مایکل میسیک، که در سال ۲۰۰۳ به عنوان نخست‌وزیر جزایر ترکز و کایکوس انتخاب شده بود، ازدواج کرد.